# Ситников Микола Васильович
Мико́ла Васи́льович Си́тников (рос. Николай Васильевич Ситников; 4(17) липня 1910, Єкатеринбург — 23 червня 1993, Єкатеринбург) — російський театральний художник. Народний художник РРФСР (1973).

## Біографія
1938 року закінчив Інститут живопису, скульптури й архітектури імені Іллі Рєпіна. Від 1938 року працював в Уфимському театрі опери та балету, від 1944 року — в Свердловську, де оформляв спектаклі в театрі опери та балету, театрі музичної комедії, театрі юного глядача.